# King Animal
King Animal es el sexto y último álbum de estudio realizado por la banda estadounidense de grunge Soundgarden, sacado a la venta el 13 de noviembre de 2012. Es el primer álbum de estudio desde su regreso en el 2010, después del disco recopilatorio del año 2010 titulado Telephantasm. 
Los sencillos promocionales de King Animal (con videoclips incluidos) fueron "Been Away Too Long", "By Crooked Steps" y "Halfway There".

## Lista de canciones
Todas las letras de las canciones son escritas por Chris Cornell, exceptuando las especificadas.

| N.º | Título                      | Escritor(es)              | Duración |  |
| 1.  | «Been Away Too Long»        |                           | 3:36     |  |
| 2.  | «Non-State Actor»           | Kim Thayil, Chris Cornell | 3:57     |  |
| 3.  | «By Crooked Steps»          |                           | 4:00     |  |
| 4.  | «A Thousands Days Before»   |                           | 4:23     |  |
| 5.  | «Blood on the Valley Floor» |                           | 3:48     |  |
| 6.  | «Bones of Birds»            |                           | 4:22     |  |
| 7.  | «Taree»                     |                           | 3:38     |  |
| 8.  | «Attrition»                 | Ben Shepherd              | 2:52     |  |
| 9.  | «Black Saturday»            |                           | 3:29     |  |
| 10. | «Halfway There»             |                           | 3:16     |  |
| 11. | «Worse Dreams»              |                           | 4:53     |  |
| 12. | «Eyelid's Mouth»            |                           | 4:39     |  |
| 13. | «Rowing»                    |                           | 5:08     |  |

Duración total:
52:01

## Personal
- Chris Cornell – Voz principal, Segunda Guitarra
- Kim Thayil – Guitarra principal
- Ben Shepherd – Bajo
- Matt Cameron – Batería y voces adicionales

## Posiciones en las listas
| Lista (2012)                          | Posición más alta |
| ------------------------------------- | ----------------- |
| Australia (ARIA)                      | 6                 |
| Austria (Ö3 Austria)                  | 19                |
| Bélgica (Ultratop Flandes)            | 43                |
| Bélgica (Ultratop Valonia)            | 46                |
| Canadá (Billboard Canadian Albums)    | 6                 |
| Dinamarca (Hitlisten)                 | 5                 |
| Países Bajos (Album Top 100)          | 24                |
| Finlandia (Suomen virallinen lista)   | 10                |
| Francia (SNEP)                        | 67                |
| Alemania (Offizielle Top 100)         | 10                |
| Irlanda (IRMA)                        | 15                |
| Italia (FIMI)                         | 18                |
| Nueva Zelanda (RMNZ)                  | 4                 |
| Noruega (VG‑lista)                    | 13                |
| Polish Albums (ZPAV)                  | 36                |
| Escocia (Scottish Albums Chart)       | 24                |
| España (Promusicae)                   | 22                |
| Suecia (Sverigetopplistan)            | 25                |
| Suiza (Schweizer Hitparade)           | 9                 |
| Reino Unido (UK Albums Chart)         | 21                |
| Reino Unido (UK Rock & Metal Albums)  | 2                 |
| Estados Unidos (Billboard 200)        | 5                 |
| Estados Unidos (Top Hard Rock Albums) | 1                 |
| Estados Unidos (Top Rock Albums)      | 2                 |

| Lista (2013)                   | Posición |
| ------------------------------ | -------- |
| US Billboard 200               | 149      |
| US Top Rock Albums (Billboard) | 35       |